# Marvin Gaye (canción)
«Marvin Gaye» es una canción interpretada por el cantante estadounidense Charlie Puth incluida en su álbum de estudio debut Nine Track Mind, de 2015. En ella, Meghan Trainor participa como vocalista. Puth la produjo y la compuso junto a Julie Frost, Jacob Luttrell y Nick Seeley. El sello Atlantic lo publicó como el primer sencillo del álbum el 10 de febrero de 2015.

## Antecedentes y descripción
Charlie Puth inició su carrera en la plataforma de vídeos YouTube, ganando la atención de los internautas al realizar un cover de «Someone like You» de la artista británica Adele, junto con Emily Luther. Poco después, el dúo apareció en el talk show The Ellen DeGeneres Show y posteriormente firmaron con la discográfica de DeGeneres eleveneleven. La presentación de Puth en la televisión llamó la atención de Miles Beard y Ben Maddahi, quienes le ofrecieron un contrato editorial con Artist Publishing Group (APG). Después de varios meses de trabajar como compositor y productor de artistas como Trey Songz, Jason Derulo y Lil Wayne, Puth pasó al sello Atlantic Records por Mike Caren. Tiempo después, vía YouTube, el artista junto con Meghan Trainor anunciaron una colaboración juntos.
Puth compuso y produjo la canción, además cuenta con la composición de Julie Frost, Jacob Luttrell y Nick Seeley. «Marvin Gaye» pertenece a los géneros de pop y soul, y hace referencia al cantante Marvin Gaye, «la letra de la canción es un esfuerzo por estimular el romance y el estado de ánimo de esa persona tan especial, tal como Gaye lo hizo con millones de personas en el pasado». La canción está escrita en la tonalidad mi mayor. Se interpreta en un tempo moderado de 110 pulsaciones por minuto, y el rango vocal de Puth se extiende desde B3 hasta C6. Atlantic Records lo lanzó como el sencillo principal de su extended play Some Type of Love, así como del álbum Nine Track Mind el 10 de febrero de 2015 en Norteamérica, como descarga digital.

## Recepción

### Crítica
James Shotwell de la página web Under the Gun le dio una revisión favorable, al decir que [el gancho] era «simple y memorable», la melodía «pegadiza», y que «es el mismo sonido que ha servido como pilar de la música pop de los últimos cincuenta años». El editor indica que Puth y Trainor han revitalizado el pop, así como Mark Ronson y Bruno Mars hacen con el funk, pero en menor riesgo. Mike Wass de Idolator, afirmó que es una canción indicada para Trainor, ya que explora el mismo sonido de su álbum debut Title. Lucas Villa de la revista AXS le dio una revisión positiva, aclaró que si bien, Puth no tiene completamente los movimientos de Marvin Gaye, pero «hace su mejor esfuerzo para agitar los sentimientos sexuales con este encantador han crecido», además señala que él y Trainor hacían un «dúo perfecto».

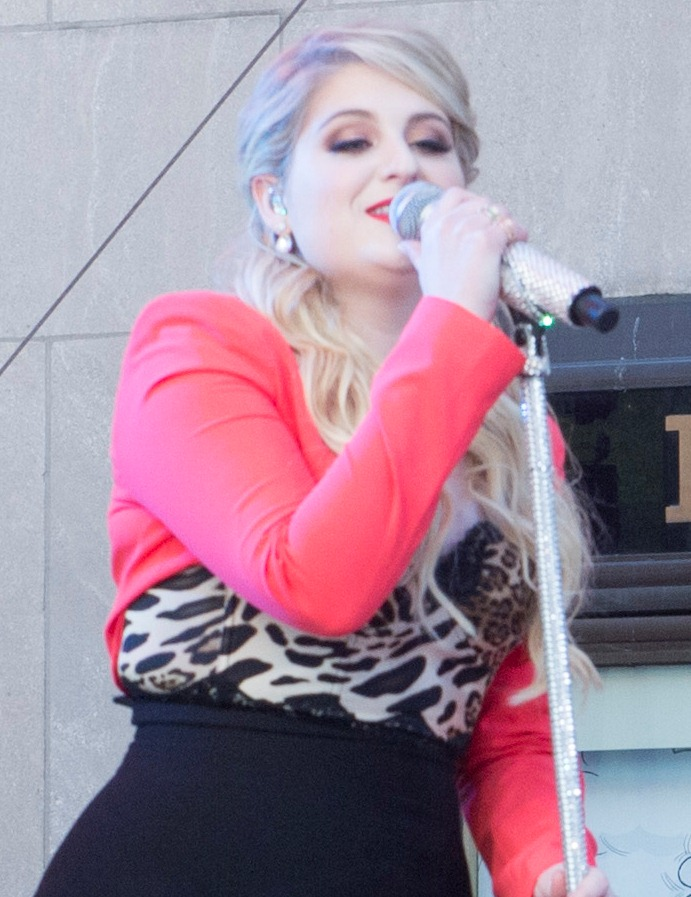
Meghan Trainor participa en la canción como artista invitada.

Amy Davidson del sitio británico Digital Spy le dio al tema dos estrellas de cinco y dijo que el tema no era atractivo y que Puth había quedado corto con este sencillo. Por su parte Will Hodgetts de The Edge le dio una crítica agridulce al tema, inicia diciendo que la pista va a sonar como «una pista Disney, con sabor a queso», pero que «aún si Disney buscara un dúo para una pista, evitarían esta canción a toda costa».
Tras la publicación de un remix con el rapero Wale, Trevor Smith de Hot New Hip Hop, describió a la canción como un soul infundido, pero con «algunos tambores de rap, en honor a la aparición de el rapero».

### Comercial
«Marvin Gaye» debutó en la posición cuarenta y uno de la lista de ARIA Singles Chart de Australia, en la edición del 5 de abril de 2015. Más adelante el tema ingresó al top cinco, en la posición cuatro, donde solo permaneció una semana. Debido a eso, la Australian Recording Industry Association (ARIA), le otorgó dos discos de platino, por la venta aproximada de 140 mil copias. En Nueva Zelanda, la canción debutó en la posición treinta y siete, de NZ Top 40 Singles de Nueva Zelanda. Semanas después, la canción se ubicó en la primera posición, lugar donde permaneció dos semanas no consecutivas, siendo así, el segundo número uno en la región de ambos artistas. La Recorded Music NZ (RMNZ), le otorgó al tema un disco de platino por 15 000 copias vendidas en la isla.
En Estados Unidos, la canción ingresó a la lista Bubbling Under Hot 100 Singles, en la posición diez. Luego entró en la lista principal, la Billboard Hot 100 y debutó en la posición ochenta y siete, para más adelante ocupar la posición veintiocho, en dicha semana, el tema vendió setenta mil copias y se ubicó en la posición diez de Digital Songs. Semanas más tarde «Marvin Gaye» se posicionó en la casilla veintidós.  En Canadá, «Marvin Gaye», debutó en la posición noventa y dos de Canadian Hot 100, tiempo después, logró la casilla treinta y dos.
El tema en Europa tuvo una acogida favorable. En la lista de Billboard Euro Digital Songs, debutó en la primera posición. Además se ubicó en la primera posición por dos semanas en Croacia, así como también llegó a los diez primeros en España, Francia, Italia, Polonia y Suiza, y se ubicó debajo de los treinta primeros puestos en la región flamenca de Bélgica, Dinamarca, Noruega y Suecia en sus respectivos conteos. En Irlanda debutó en la posición noventa y siete de la lista Chart Track, un mes después, se posicionó en la primera casilla, siendo así el segundo número uno para ambos artistas en ese país. En Reino Unido, la canción alcanzó la primera posición de UK Singles Chart, luego de escalar ochenta y nueve casillas. En esa semana vendió 94 000 copias, así es el segundo sencillo de ambos artistas en ubicarse en la primera posición. Asimismo debutó en la primera posición en Escocia.

## Formatos
- Descarga digital

| «Marvin Gaye» — Sencillo |                                    |          |  |
| N.º                      | Título                             | Duración |  |
| 1.                       | «Marvin Gaye» (con Meghan Trainor) | 3:08     |  |

## Posicionamiento en listas

### Semanales
| Alemania          | German Singles Chart         | 15 |
| Australia         | ARIA Singles Chart           | 4  |
| Austria           | Ö3 Austria Top 40            | 3  |
| Bélgica (Flandes) | Ultratop Singles Chart       | 12 |
| Bélgica (Valonia) | Ultratop Singles Chart       | 4  |
| Canadá            | Canadian Hot 100             | 31 |
| Croacia           | Croatian Airplay Radio Chart | 1  |
| Dinamarca         | Danish Singles Chart         | 28 |
| Escocia           | Scottish Singles Chart       | 1  |
| Eslovaquia        | Rádio Top 100                | 11 |
| Eslovaquia        | Singles Digitál Top 100      | 20 |
| España            | Top 50 Canciones             | 3  |
| Estados Unidos    | Billboard Hot 100            | 21 |
| Estados Unidos    | Adult Pop Songs              | 12 |
| Estados Unidos    | Digital Songs                | 9  |
| Estados Unidos    | Pop Songs                    | 15 |
| Estados Unidos    | Radio Songs                  | 26 |
| Estados Unidos    | Streaming Songs              | 33 |
| Europa            | Euro Digital Songs           | 1  |
| Francia           | Les Charts Singles           | 1  |
| Irlanda           | Irish Singles Chart          | 1  |
| Israel            | Media Forest International   | 1  |
| Italia            | FIMI Singles Chart           | 6  |
| Japón             | Japan Hot 100                | 60 |
| México            | Top 20 Inglés                | 15 |
| México            | México Inglés Airplay        | 3  |
| Noruega           | Norwegian Singles Chart      | 17 |
| Nueva Zelanda     | New Zealand Singles Chart    | 1  |
| Países Bajos      | Dutch Top 40                 | 11 |
| Países Bajos      | Single Top 100               | 19 |
| Polonia           | Polish Airplay Top 20        | 3  |
| Reino Unido       | UK Singles Chart             | 1  |
| República Checa   | Rádio Top 100                | 11 |
| República Checa   | Singles Digitál Top 100      | 21 |
| Suecia            | Top 60 Singles               | 29 |
| Suiza             | Swiss Singles Top 75         | 2  |

#### Sucesión en listas
| Predecesor: «Drag Me Down» de One Direction                                                          | Euro Digital Songs — Sencillo número uno 22 de agosto de 2015 — 29 de agosto de 2015                                               | Sucesor: «Don't Be So Hard on Yourself» de Jess Glynne                                         |
| Predecesor: «Drag Me Down» de One Direction                                                          | Irish Singles Chart — Sencillo número uno 14 de agosto de 2015 — 20 de agosto de 2015                                              | Sucesor: «Can't Feel My Face» de The Weeknd                                                    |
| Predecesor: «See You Again» de Wiz Khalifa y Charlie Puth «Lean On» de Major Lazer y DJ Snake con MØ | New Zealand Singles Chart — Sencillo número uno 15 de junio de 2015 — 22 de junio de 2015 29 de junio de 2015 — 6 de julio de 2015 | Sucesor: «Lean On» de Major Lazer y DJ Snake con MØ «Lean On» de Major Lazer y DJ Snake con MØ |
| Predecesor: «Drag Me Down» de One Direction                                                          | UK Singles Chart — Sencillo número uno 20 de agosto de 2015 — 27 de agosto de 2015                                                 | Sucesor: «Don't Be So Hard on Yourself» de Jess Glynne                                         |

### Certificaciones
| País           | Organismo certificador | Certificación | Ventas certificadas | Ref.   |
| -------------- | ---------------------- | ------------- | ------------------- | ------ |
| Alemania       | BVMI                   | Oro           | 200 000             | [ 61 ] |
| Australia      | ARIA                   | 2× Platino    | 140 000             | [ 17 ] |
| Austria        | IFPI — Austria         | Oro           | 15 000              | [ 62 ] |
| Bélgica        | BEA                    | Oro           | 15 000              | [ 63 ] |
| Canadá         | CRIA                   | 2× Platino    | 160 000             | [ 64 ] |
| Dinamarca      | IFPI — Dinamarca       | Platino       | 60 000              | [ 65 ] |
| España         | PROMUSICAE             | Platino       | 40 000              | [ 66 ] |
| Estados Unidos | RIAA                   | 2× Platino    | 2 000               | [ 67 ] |
| Italia         | FIMI                   | 2× Platino    | 100 000             | [ 68 ] |
| Nueva Zelanda  | RMNZ                   | Platino       | 15 000              | [ 20 ] |
| Noruega        | IFPI — Noruega         | Platino       | 10 000              | [ 69 ] |
| Reino Unido    | BPI                    | Platino       | 600 000             | [ 70 ] |
| Suecia         | GLF                    | 2× Platino    | 80 000              | [ 71 ] |
| Suiza          | IFPI — Suiza           | Platino       | 30 000              | [ 72 ] |

## Historial de lanzamientos
| País           | Fecha                 | Formato          | Ref.   |
| -------------- | --------------------- | ---------------- | ------ |
| Canadá         | 10 de febrero de 2015 | Descarga digital | [ 8 ]  |
| Estados Unidos | 10 de febrero de 2015 | Descarga digital | [ 2 ]  |
| España         | 11 de febrero de 2015 | Descarga digital | [ 73 ] |
| Francia        | 11 de febrero de 2015 | Descarga digital | [ 74 ] |
| Alemania       | 13 de febrero de 2015 | Descarga digital | [ 75 ] |
| Australia      | 13 de febrero de 2015 | Descarga digital | [ 75 ] |
| Suecia         | 13 de febrero de 2015 | Descarga digital | [ 75 ] |
| Reino Unido    | 7 de agosto de 2015   | Descarga digital | [ 76 ] |